# جورج أليف
جورج أليف (1887-1970) كان رسامًا شرقيًا روسيًا خدم في الجيش القيصري. عاش في فلسطين لاحقًا حتى نزوح فلسطين عام 1948. صورت لوحاته لحظات تاريخية كبرى خلال تلك الحقبة في فلسطين. استقر أليف في النهاية في الأردن ، حيث بدأ أول كلية فنية وعلم مجموعة من الفنانين المحليين الشباب الذين كانوا عاملاً رئيسيًا في إنشاء حركة فنية أردنية. يتم تهجئة اسم عائلة أليف أحيانًا باسم Allief أو Aleev .

## السيرة الذاتية
ولد في روسيا ، خدم كحارس شخصي للقيصر نيكولاس الثاني من روسيا حتى اندلاع ثورة أكتوبر. أصبح جزءًا من مجموعة كبيرة من المدنيين والأعضاء السابقين في جيش روسيا البيضاء (المعروفة جماعة باسم المهاجرين البيض) الذين ، بعد الحرب الأهلية الروسية ، انسحبوا إلى جنوب شبه جزيرة القرم ثم إلى إسطنبول قبل أن يهاجروا في نهاية المطاف إلى دول أخرى.
ظل أليف في إسطنبول ، وخلال هذه الفترة ، في حوالي عام 1920 ، أصبح رسامًا محترفًا. انتقل لاحقًا إلى فلسطين وفي عام 1948 خلال نزوح فلسطين ، انتقل إلى الأردن ، حيث عاش حتى عام 1967. في الأردن ، أسس استوديو. كان أليف واحدًا من الفنانين القلائل الذين وصلوا إلى الأردن في ذلك الوقت ، وكانوا على استعداد لإعطاء دروس فنية خاصة في استوديوهاتهم.
تمكّن أليف من كسب رزقه من خلال إعطاء دروس التصوير ودروس اللغة الروسية وبيع أعمال فنية صغيرة. بدأ أول كلية فنية في الأردن  ، وكان يعتبر معلمًا مفيدًا جدًا علم المحليين التصوير، وشجع التقدير للفن الأوروبي.
درس فنانون محليون من بينهم مهنا الدرة ورفيق لحام وسهى كتيبة نورسي في استوديو أليف. وفقًا لمذكرات درة ، علم أليف طلابه أساسيات الألوان المائية والرسم والتصوير والفهم الأوروبي للمنظور. علم طلابه تقديم صندوق الثقاب بدقة كتمرين في المنظور. ساعد درة مع الفنانين الشباب الآخرين الذين درسوا مع أليف في إشعال حركة فنية محلية أردنية.

## العمل
أثرت تجارب أليف الشخصية في العيش والعمل في بلدان مضطربة على عمله. تتضمن الموضوعات التي اختارها لعمله تقريبًا حلقات تاريخية حقيقية أو معالم عظيمة. أسلوبه شبيه بأسلوب الحركة الكلاسيكية الحديثة نوعًا ما، ولديه صفات ساذجة تظهر في جميع أعماله تقريبًا. استخدم كلاً من الزيوت والألوان المائية.

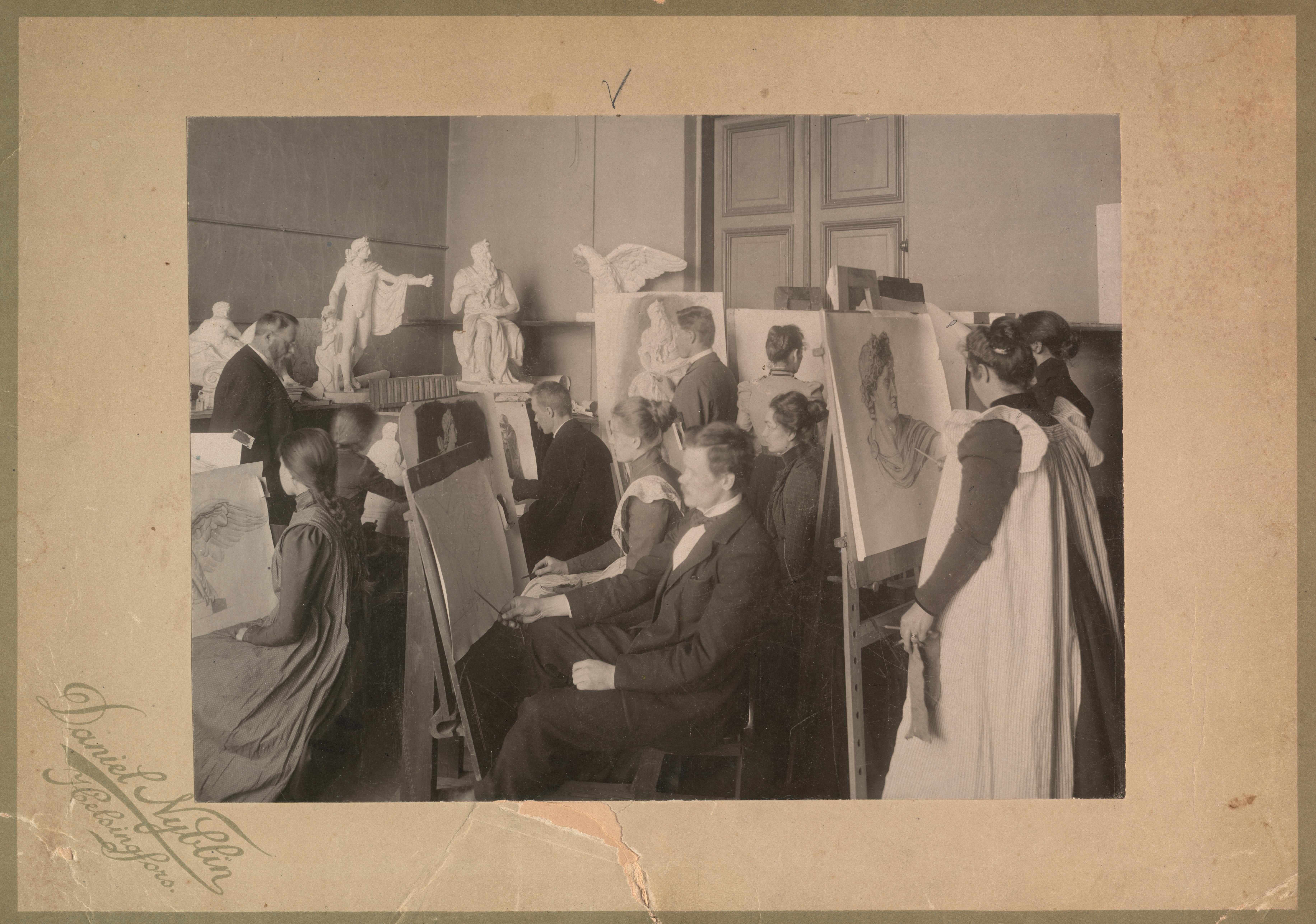
صورة تمثل تعليم الرسم في المعاهد كمثال عن عمل جورج أليف في الاستديو لتعليم الفن كالرسم والتصوير.

خلال فترته في فلسطين ، رسم القدس بهوية عربية ، كما صور وقتًا كانت فيه المساجد والكنائس تتعايش بسلام.
كان لديه العديد من المعارض في القدس وعمان وبيروت وتعلق العديد من لوحاته في الديوان الملكي الأردني والمعرض الوطني الأردني وفي مجموعات أردنية خاصة. يعلق أحد أعماله ، الذي يتميز بنصب تذكاري مدمر ، في المعرض الوطني الأردني للفنون.

## قائمة مختارة من اللوحات
- لوحة جرش.
- لوحة القدس، الأقصى.
- لوحة القدس 2.